# Paul Noterdaeme
 (mai 2010).
Si vous disposez d'ouvrages ou d'articles de référence ou si vous connaissez des sites web de qualité traitant du thème abordé ici, merci de compléter l'article en donnant les références utiles à sa vérifiabilité et en les liant à la section « Notes et références ».
Paul Marie Jozef Antonius Cornelius Noterdaeme, né à Bruges le 14 octobre 1929 et décédé à Boitsfort le 21 juillet 1995, est un ambassadeur belge.
Il est docteur en droit et bachelier en philosophie.
Il fut le représentant permanent de la Belgique auprès des Nations unies et des Communautés européennes.
En 1991, quand la Belgique avait accédé au Conseil de sécurité, l'ambassadeur belge à l'ONU Paul Noterdaeme joua un rôle actif en organisant des réunions informelles entre Russes, Américains, Français et Britanniques. Il avait fallu gérer non seulement l'Irak et l'aide aux Kurdes, mais aussi un événement imprévu : le début de la guerre yougoslave.
En 1994, il a joué un rôle important aux Nations unies concernant le génocide au Rwanda

## Distinctions
- Grand officier de l'ordre de la Couronne
- Grand officier de l'ordre de Léopold II
- Commandeur de l'ordre de Léopold
- Grand-croix de l'ordre du Mérite (Portugal)
- Grand officier de l'ordre de Mérite du Grand-Duché de Luxembourg
- Grand officier de l'ordre du Mérite de l'Espagne
- Grand officier de l'ordre du Mérite de la République fédérale d'Allemagne
- Grand officier de l'ordre du Mérite de la République italienne
- Grand officier de l'ordre du Mérite de l'Autriche
- Grand officier de l'ordre du Soleil Levant
- Commandeur de la Légion d'honneur
- Commandeur de l’ordre d'Orange-Nassau

Noterdaeme fut anobli au rang de baron par le roi Albert II en 1995. Sa devise est Persevera et Nolitimere.